# 청옥산 (동해/삼척)
청옥산(靑玉山)은 대한민국 강원특별자치도 동해시 삼화동(三和洞)과 삼척시 하장면(下長面)의 경계에 있는 산으로 푸른 옥돌(청옥석)이 나왔다 하여 청옥산이라는 이름이 붙여졌다고 하는 산이다. 높이 1,404m. 태백산맥 줄기인 해안산맥(海岸山脈)에 속하는 산으로 북쪽에 고적대(高積臺, 1,354m), 북서쪽에 중봉산(中峰山, 1,284m), 동남쪽에 두타산(頭陀山, 1,353m) 등이 이어져 있다.

## 위치
동해쪽 사면은 급경사를 이루며 고적대·두타산 사이에 삼각지대로 형성된 이른바 무릉계곡(武陵溪谷)은 학소대(鶴巢臺)·관음사(觀音寺)·삼화사(三和寺)·무릉반석(武陵盤石)·금란정(金蘭亭)·호암소(虎巖沼) 등 많은 관광자원이 있어 국민관광지로 지정, 개발되고 있다. 서쪽 사면은 경사가 완만한 편이고, 중봉리와 삼화동 사이에는 연칠성령(連七星嶺)을 통하여 도로가 이어진다. 동해시의 남서쪽, 삼척과의 경계를 이루는 곳에는 두타산, 청옥산, 고적대로 이어지는 산줄기와 북동쪽으로 쉰움산이 있다.

## 전해오는 이야기
청옥산은 두타산 서쪽 3 km 떨어진 능선에 위치한 산으로 높이는 두타산 보다 51m 높아 정확한 수치로 얘기해서 1,404m로 이 산들 중 가장 높은 산이다. 두타산과 청옥산은 해발 1,300여m로 동해안에 가까이 솟아 있는 관계로 등반 고 도차가 무려 1200m나 되기 때문에 쉽게 오를 수 있는 산은 아니다. 청옥산과 두타산 산아래 펼쳐진 국민관광지 1호 무릉계곡은 100여명을 수용할 수 있는 무릉반석과 학소대, 선녀탕 그리고 계곡 양편에 깎아지른 듯한 병풍바위 등 웅장한 절경을 안고 있다.
조선시대 경복궁을 중건할 당시 전국 각지에서 대들보가 될 만한 목재를 구하였는데, 마침 청옥산 주봉에 있는 소나무가 적재로 결정되어 하장천(下長川)을 이용, 뗏목으로 운반되었다고 한다. 중봉리의 청옥산 일대에서 생산되는 토종벌꿀은 약효가 좋다 하여 옛날부터 유명하다.

## 산의 지리와 동식물
청옥산은 태백산맥의 동단부에 위치하며 동서간에 분수령을 이룬다. 동해시의 북서쪽으로는 두타산(頭陀山, 1,353m)·중봉산(中峯山, 1,259m) 등을 연결하는 험준한 준령을 이루며 동쪽으로는 동해를 굽어보고 있다. 태백산맥이 이 산에 이르러 한 줄기는 북쪽으로 두타산성 줄기를 이루고, 또 한 지맥은 동쪽으로 뻗어 쉰움산(五十井山)에서 배수고개로 이어진다.
북쪽 능선에는 잣나무 수림이 울창하며 수령이 오래된 소나무들이 무성해 기암의 산수미와 조화를 이룬다. 산정 부근에는 관목대와 초본대가 형성되어 고산식물의 군락이 있고 철쭉·만변초·조릿대 등이 군생한다. 이 밖에도 분비나무·세잎종덩굴·산앵두·큰앵초·관중·달피나무·전나무·바위떡풀 등 약 39종의 식물이 조사 발표되었다. 동물로는 산양·청설모·박새·까막딱다구리 등이 서식한다.
지질은 대부분 화강암이고 석회석 및 사암이 주변에 분포한다. 두타산과 청옥산은 거의 연결된 쌍봉을 이루나 형상은 매우 대조적이다. 두타산은 정상부가 첨봉(尖峯)을 이루고 주변은 급사면이어서 날렵한 산세를 보이나 청옥산은 완만하고 묵직한 형상을 이룬다. 두타산을 중심으로 세 개의 하천이 흘러간다.
하나는 북동 사면의 하천으로 박달골 계류와 사원터(士院基)골 계류를 모아 무릉계(武陵溪)를 형성하고, 살내(箭川)가 되어 동해시에서 동해로 흘러든다. 남동쪽 기슭에서 발원한 하천은 골지천(骨只川)과 합류해서 한강 상류가 된다. 또 동쪽 기슭에서 발원한 계류는 오십천(五十川)과 합류한다. 산이 깊고 험준하기 때문에 식물상이 잘 보존되어 있다.

## 등산길
산행기점인 무릉반석의 바로 아래 상가마을까지 동해시에서 수시로 운행하는 삼화사행 시내버스가 있지만 산행시간만 9시간 정도 소요되는 높고 험한 산이므로 1박 2일 코스로 넉넉한 마음으로 하는 것이 좋다.
산행은 무릉계곡 입구의 삼화사쪽에서 시작한다． 삼화사 위쪽 두갈래 길중 우측 용추폭포 가는 길로 향한다．고개를 들면 베틀바위가 다소곳하고 겹겹이 가린 골짜기에서는 관음폭포가 우람한 소리를 내며 흘러 내린다. 알바위골, 관음사입구를 지나는 동안 계곡은 그윽하다．
청학이 깃들였으리 만큼 서기가 감도는 학소대는 하늘 높이 치솟아 있고 그 아래로 신선의 옷자락처럼 휘늘어지며 떨어지는 비단폭포는 마음을 깨끗이 씻어준다. 계곡을 가로질러 철사다리를 건너면 옥류동. 집채만한 바위가 수없이 널려있고 그 사이로 옥같은 물이 넘실 거린다．
갈림길에서 오른쪽 계곡을 건너면 문간재고 왼쪽길로 가면 박달골이다. 온통 땅을 울리며 쏟아지는 쌍폭을 지나면 용추폭포. 무릉반과 함께 무릉계를 대표하는 명물이다．
본격적인 산행은 쌍폭에서 시작된다. 쌍폭 위를 돌면 협곡 사이로 뚫린 박달골이 보인다. 벼락바위와 번개바위가 맞물려 입구가 한껏 좁아진 박달골은 초입부터 이끼 투성이의 바위와 원시림이 뒤엉켜 야성미가 넘치고 있다．
원시림을 이룬 숲 사이로 뚫린 길은 유현스럽기까지 하고 숨돌릴 겨를도 없이 가파른 오르막이 끝나면 박달령이다. 오른쪽 길을 따라 문바위 아래쪽을 돌아가면 부드러운 능선길．북쪽으로 꺾인 길을 따라 약 ２００ｍ쯤 가면 큼직한 무덤이 있고 소잔등처럼 넓고 탄탄한 청옥산 주릉과 만난다．
정상에 이르면 서북쪽으로 고적대와 동쪽에 두타산이 보인다．서북쪽으로 난 능선길을 따라 너덜길을 통과해 약 １시간 정도 가면 연칠성령이 나오는데 고적대의 암릉을 왼쪽으로 보며 약 １시간 정도 내려오면 계곡따라 내려오는 칠성폭포가 땀을 식혀준다. 사원터를 지나 문간재를 거치면 무릉계곡으로 다시 내려와 정상을 바라 보노라면 총 8 ~ ９시간의 산행이 마무리된다.

## 같이 보기
- 한국의 산
- 두타산